# Pöllauberg
Pöllauberg là một đô thị thuộc huyện Hartberg thuộc bang Steiermark, nước Áo. Đô thị Pöllauberg có diện tích 333,85 km², dân số thời điểm cuối năm 2005 là 2251 người.